# 倉月荘
倉月荘（くらつきのしょう）とは、加賀国の石川郡と河北郡（加賀郡）にまたがる荘園。浅野川の両岸周辺からなった。成立時期は鎌倉時代とされる。木越、松寺、磯部、奥（沖）、千田、近岡、大河端、南新保、直江、大友、割出、諸江、安江などの村によって構成された。南北朝時代からは摂津氏が領家・地頭となったが、加賀一向一揆の後は、本願寺の管理下となり、事実上荘園は消滅した。
現在、石川県庁所在地名の鞍月は倉月荘に由来する。